# Cookie (romanzo)
Cookie è un romanzo per ragazzi dell'autrice inglese Jacqueline Wilson, pubblicato nell'ottobre 2008 da Doubleday. È illustrato, come la maggior parte dei suoi libri, da Nick Sharratt.

## Trama
Beauty Cookson è una dodicenne timida e introversa che a scuola viene vessata dalle compagne a causa del suo nome (tradotto letteralmente "bellezza"), contrapposto al suo aspetto poco attraente. Nonostante venga da una famiglia ricca, Beauty ha una situazione domestica difficile: il padre, Gerry Cookson, è un uomo misogino soggetto a frequenti e imprevedibili attacchi d'ira durante i quali sminuisce e aggredisce verbalmente moglie e figlia. Beauty trova conforto nella madre Dilly, nella compagna di scuola Rhona (l'unica a mostrare gentilezza nei suoi confronti) e nel programma televisivo per bambini piccoli "Rabbit Hutch" incentrato su un uomo, Sam, e la sua coniglia Lily. 
Beauty si confida con sua madre delle prese in giro che subisce a scuola a causa del suo nome e Dilly, pur essendo una pessima cuoca, decide di imparare a cucinare biscotti affinché Beauty possa portarli a scuola e guadagnarsi il soprannome di "Cookie" (gioco di parole sul suo cognome). Le due imparano rapidamente a realizzare biscotti molto buoni ed elaborati, sebbene Gerry si rifiuti di riconoscere la bravura della moglie e continui a sminuire le sue capacità.
Il giorno del compleanno di Beauty, Gerry organizza contro la sua volontà una ricca ed elaborata festa invitando tutte le sue compagne, ma perde il controllo arrivando ad aggredire fisicamente la moglie e insultare la figlia per non aver accettato di partecipare a uno spettacolo teatrale durante i festeggiamenti. Rhona regala a Beauty un coniglietto, ma Gerry non vuole tenere animali in casa e lo libera di nascosto, facendo sì che venga ucciso da una volpe in giardino. Quando Beauty lo scopre resta devastata, al che Dilly decide di ribellarsi agli abusi e se ne va di casa con la figlia. 
Le due cercano riparo a casa di Avril, la prima moglie di Gerry, ma lei non prende sul serio l'iniziativa di Dilly di lasciare il marito, consigliandole anzi di tornare da lui. Beauty e Dilly decidono di dirigersi ad una località balneare chiamata "Rabbit Cove", scegliendolo in base all'amore di Beauty per i conigli. Qui trovano asilo a casa di un anziano artista di nome Mike, che gestisce un bed and breakfast e assume Dilly a lavorare per lui. Gerry rintraccia l'ex moglie e la figlia per cercare di costringerle a tornare da lui, ma loro rifiutano.
Beauty viene mandata in una nuova scuola e lì riesce a fare amicizia, ottenendo il soprannome di "Cookie" per i biscotti che prepara con la madre. La loro abilità le rende tanto note che Beauty viene invitata a partecipare al talent show per ragazzi "Watchbox", dove ha modo di incontrare Sam e Lily dal vivo, e le viene promesso un nuovo coniglietto dalla cucciolata di cui Lily è in attesa.

## Audiolibro
Nello stesso mese di uscita del romanzo è stato pubblicato un audiolibro della BBC, letto da Finty Williams.